# Czwarta władza (serial telewizyjny)
Czwarta władza − polski serial sensacyjny z 2004 roku. Plenery nagrywano w Warszawie i Trójmieście. Tytuł pochodzi od określania mediów czwartą władzą.

## Fabuła
Reporter Marcin Wirski przez przypadek utrwala na zdjęciu przerzut nielegalnego towaru. Następnie zostaje napadnięty i okradziony przez gangsterów, ale zachowuje zdjęcie. Z pomocą Leszka Kwiecińskiego postanawia przeprowadzić śledztwo w tej sprawie.

## Obsada aktorska
- Jacek Borcuch − Marcin Wirski, dziennikarz "Zbliżeń"
- Paweł Królikowski − Leszek Kwieciński, dziennikarz "Gazety Codziennej"
- Joanna Liszowska − Maryla Kosiorkiewicz, dziennikarka TVP, znajoma Marcina
- Marek Bargiełowski − Paweł, członek kierownictwa redakcji "Zbliżeń"
- Marek Kasprzyk − Janusz Zieleniecki, prezes "Magsteru"
- Andrzej Zieliński − Roman Tryskowski, współpracownik Zielenieckiego
- Wenanty Nosul − Piotr Reiter, współpracownik Zielenieckiego
- Stanisław Penksyk − Wiesław Rybarczyk, współpracownik Zielenieckiego
- Leszek Piskorz − Franciszek Dobrowolski, oficer UOP
- Maciej Kozłowski − Andrzej Żabiec
- Jarosław Sokół − dziennikarz "Zbliżeń"
- Tadeusz Szymków − oficer UOP
- Paweł Szwed − oficer UOP
- Marcin Bosak − policjant Krzysiek
- Przemysław Bluszcz − Stefan, członek bandy
- Janusz Chabior − ochroniarz wynajęty przez Marcina i Leszka
- Beata Ścibakówna − Daria Jańczak
- Ewa Biała − dziennikarka "Żbliżeń"
- Grzegorz Skrzecz − Borys, ochroniarz Zielenieckiego
- Paweł Kukiz − aktor Paweł Szeląg
- Andrzej Makowiecki − Zbigniew Krzywicki, wydawca "Nowin Gdańskich"
- Aldona Orman − dyrektorka lecznicy rządowej
- Dorota Warakomska − dziennikarka prowadząca "Panoramę"
- Tadeusz Mosz − dziennikarz przeprowadzający wywiad z Zielenieckim
- Danuta Szaflarska − siostra Ludwika
- Barbara Horawianka − siostra przełożona
- Barbara Babilińska − pani naczelnik
- Tadeusz Borowski, Andrzej Chichłowski, Janusz Chlebowski, Dorota Ficoń, Radosław Figura, Gabriela Frycz, Adam Hutyra, Edward Jewdokimow, Paulina Kałka, Cynthia Kaszyńska, Krzysztof Kosedowski, Agnieszka Kowalska-Bednarz, Dorota Lulka, Piotr Michalski, Patrycja Misiuda, Anna Popek, Rafał Przybylski, Marek Richter. Maria Rybarczyk. Dariusz Siastacz, Tomasz Sobczak, Robert Sysik, Marta Szmigielska, Agnieszka Wójcik, Daniela Zabłocka

## Lista odcinków
| Numer odcinka | Opis |
| ------------- | --- |
| 1             | Marcin Wirski, reporter kolorowego tygodnika, przypadkiem fotografuje przestępstwo. Ścigany przez gangsterów, postanawia przeprowadzić śledztwo prasowe z pomocą Leszka Kwiecińskiego, dziennikarza gazety codziennej. |
| 2             | Marcin i Leszek docierają do Gdyni, gdzie poznają szczegóły działalności firmy Magster, do której poprowadziło ich śledztwo.                                                                                           |
| 3             | Prezes firmy Magster spotyka się z przełożonymi dziennikarzy i udziela wywiadu który szkodzi Leszkowi. |
| 4             | Z pomocą Maryli, bohaterzy kontynuują śledztwo. Odnajdują koronnego świadka w planowanym procesie Prezesa. Niestety, teraz ściga ich nie tylko on, ale i MSZ.                                                          |